# Comedia musical

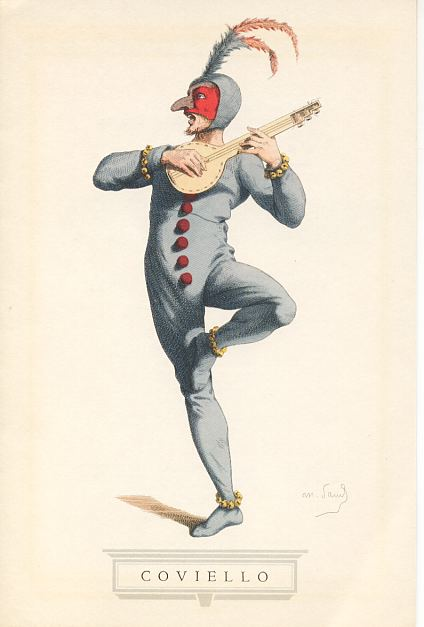
Coviello, por Maurice Sand.

La comedia musical es una producción musical representativa de argumentos sencillos en los que cambian muchos y diversos componentes instrumentales y números de comedia.
La comedia musical es una variante del teatro musical, que se enfoca principalmente a la comedia, teniendo sus orígenes establecidos principalmente en la Commedia dell'arte del siglo XVI.

## Historia

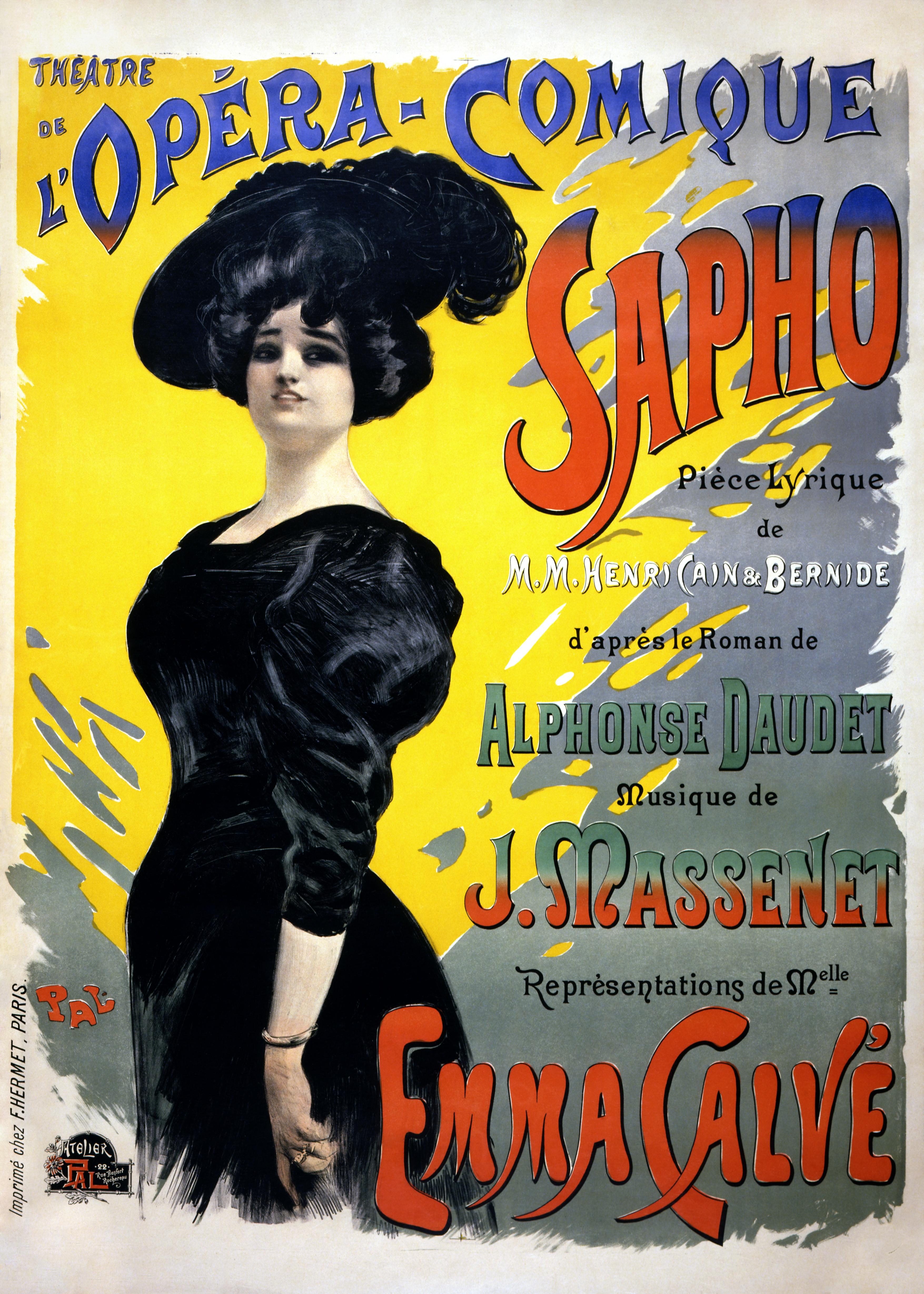
Promocional de Sapho de Massenet.

### Comedia musical
La commedia dell'arte (‘comedia del arte’) es un formato de teatro italiano que incluía un perro en falda representado en un argumento cómico acompañado de música, bailes y variedad de intermedios actorales. El elenco actoral presentaba intermedios o sketches cómicos entre las presentaciones de ópera; la comedia clásica italiana se centraba en el harlequinade (la presentación o coreagrafía de danza presentada por un arlequín o pierrot) y la ópera bufa (comedia en la música).
Durante el periodo de la comedia del arte (alrededor del siglo XVIII), aparecen diversas obras de burlesque que fueron adaptadas para su representación dramática como: The Beggar's Opera (1728) por John Gay, Tom Thumb (1730) por Henry Fielding y Chrononhotonthologos (1734) por Henry Carey.

### Siglo XIX

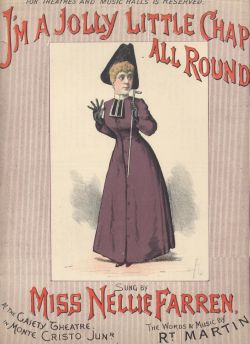
Partitura presentando a Nellie Farren en Monte Cristo Jr.

La aparición de nuevas variantes de la ópera de comedia presentó el surgimientos de elaborados espectáculos que contenían un gran número de actores, vestuarios extravagantes, complejas piezas musicales interpretadas por orquestas y escenografía vistosa y compleja; dichos elementos se incluían en la grand opéra y la extravaganza. Entre el siglo XIX surgen diversas variantes teatrales que incluían música como la Opérette (forma francesa del teatro musical) y el music hall (formato de la comedia musical tradicional en Gran Bretaña). El siglo XIX representó uno de los mayores auges del mercado enfocado al entretenimiento popular, el show business del siglo XIX se conformó de diversos espectáculos populares, cómicos y a veces viajeros como: el vaudeville, el minstrel, el burlesque, el cabaret, las pantomimas, los circos, los dime museums, los nickelodeons, los freak shows, el music hall y los music saloons. Los entretenimientos populares del siglo XIX se caracterizaban por incluir actos impresionantes o cómicos, normalmente acompañados de números musicales o rutinas de danza.
El vaudeville fue un tipo de espectáculo de variedad popular de Estados Unidos que combinaba diversas formas de entretenimiento como: música, baile, artes circenses, malabarismo, acrobacia, rutinas con animales entrenados, pantomimas, demostraciones atléticas, medicine shows, muestras cinematográficas (cine mudo), shows de comedia y espectáculos de magia. El burlesque es un tipo de trabajo dramático o literario que se enfoca a la ridiculización de un tema dignificado, en su adaptación dramática del periodo Victoriano, el burlesque presentaba obras clásicas que eran deformadas para incluir un aspecto cómico que provocara la hilaridad en el espectador. Los burlesques normalmente ridiculizaban aspectos sociales como el código social de etiqueta y el comportamiento de la aristocracia; incluyendo un temas tabú, temas sexuales y elementos modernos a obras clásicas como Macbeth de William Shakespeare. En su versión norteamericana toma elementos del cabaret y el vaudeville, adoptando un tono más erótico.

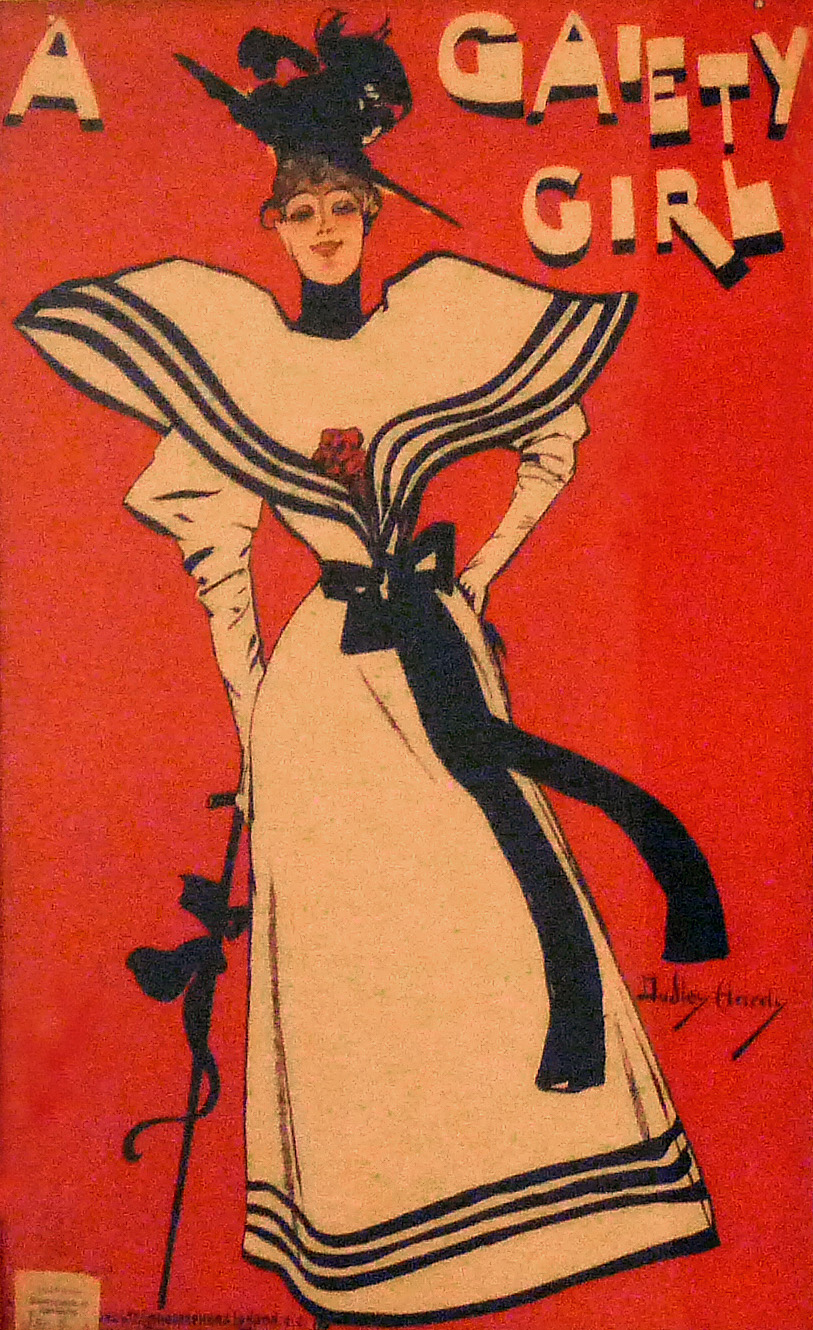
Litografía de A Gaiety Girl (1893).

La pantomima británica (no confundir con la mímica dramática conocida como pantomima) fue un tipo de espectáculo musical de la comedia que se centraba en la representación de obras y relatos clásicos del folklore tradicional que eran acompañados de música y que, como auxiliar cómico, se recurría al drag y al cross-dressing. El burlesque, la pantomima británica y el travesty tenían la peculiaridad de recurrir al transvestismo como un auxiliar cómico. El género del revue se basa en la comedia musical, la extravaganza y el burlesque victoriano, pero se enfoca principalmente a la representación dramática de un argumento simple con tono erótico, acompañado de varios números musicales y estelarizado normalmente por una mujer de facciones hermosas (llamada vedette). Durante los últimos años del siglo XIX aparecen producciones teatrales como The Gay Parisienne (1896), The Circus Girl (1896), A Gaiety Girl (1893), The Geisha (1896) y Florodora (1899).

### Siglo XX

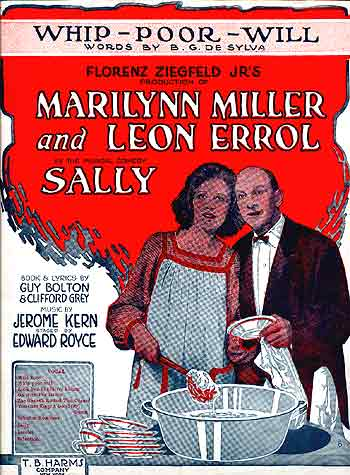
Partitura de la comedia Sally (1920).

En el siglo XX, la comedia musical se manifiesta en la versión norteamericana del burlesque, la revista y la opereta (un tipo de formato dramático que satirizaba un tema a través de la música). Las operetas marcaron el nacimiento de la comedia musical como un género dramático. Durante la Primera Guerra Mundial el teatro y diversos entretenimientos populares se convierten en un excelente espectáculo, abandonando los convencionalismos y el régimen del siglo XIX y sustituyéndolo por el liberalismo y el orgullo popular del siglo XX.
En los años veinte, el mundo entero experimenta una modernización en el periodo de los Felices años veinte (The Roaring Twenties), popularizando nuevos inventos que facilitaron las comunicaciones como la televisión y la radio, contribuyendo a la pérdida de popularidad de los espectáculos como el vaudeville, las operetas y el teatro musical y a la ganancia de popularidad de la cinematografía, la animación y los programas televisivos. A finales de la década de los veinte viene la Gran Depresión de 1929, produciendo una gran crisis económica que aniquiló el exceso y glamour del estilo de vida en Estados Unidos. Aparecen produccionesl musicales de comedia como Sally (1920) y The Girl Friend (1926).
En la década de los 30s, la mayor parte de los espectáculos de la comedia musical eran los espectáculos de revista, que contaban con vistosos montajes. Con la invención del cine sonoro, la comedia musical expandió sus límites a la cinematografía, creando así el género de la comedia musical en el cine. Con la recuperación económica, el florecimiento del teatro musical en Estados Unidos y la llegada de décadas posteriores, comenzaron a aparecer producciones teatrales de comedia que incluían interpretaciones musicales por parte del elenco de la producción, tales como: Gentlemen Prefer Blondes (1949), Bye Bye Birdie (1960) y The Rocky Horror Show (1973).

## Cine
- The Cock-Eyed World (1929).
- Words and Music (1929).
- In Gay Madrid (1930).
- Children of Pleasure (1930).
- Chasing Rainbows (1930).
- Indiscreet (1931).
- Delicious (1931).
- Top Hat (1935).
- Pot o' Gold (1941).
- You Were Never Lovelier (1942).
- Cover Girl (1944).
- Easy to Wed (1946).
- It Happened in Brooklyn (1947).
- Copacabana (1947).
- Down to Earth (1947).
- Neptune's Daughter (1949)Marilyn Monroe en una escena de Gentlemen Prefer Blondes (1953).
- Singin' in the Rain (1952).
- Gentlemen Prefer Blondes (1953).
- Call Me Madam (1953).
- Easy to Love (1953).
- White Christmas (1954).
- Blue Hawaii (1961).
- Girls! Girls! Girls! (1962).
- Viva Las Vegas (1964).

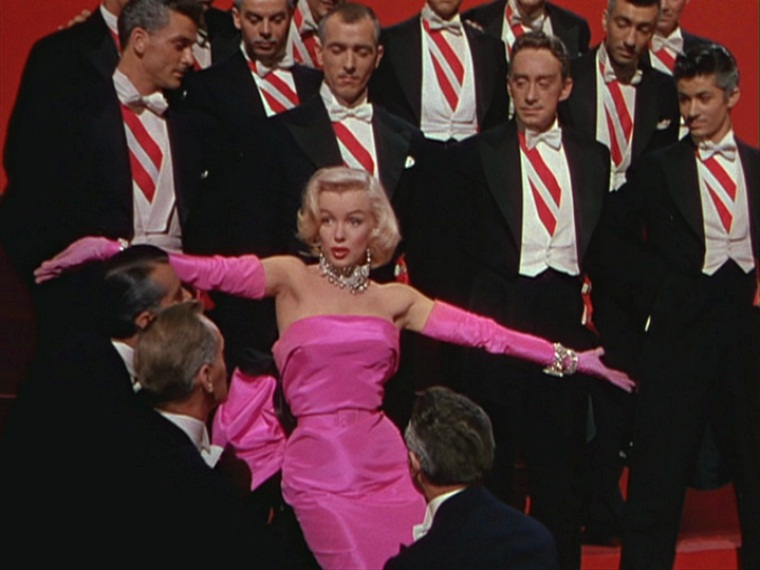
Marilyn Monroe en una escena de Gentlemen Prefer Blondes (1953).

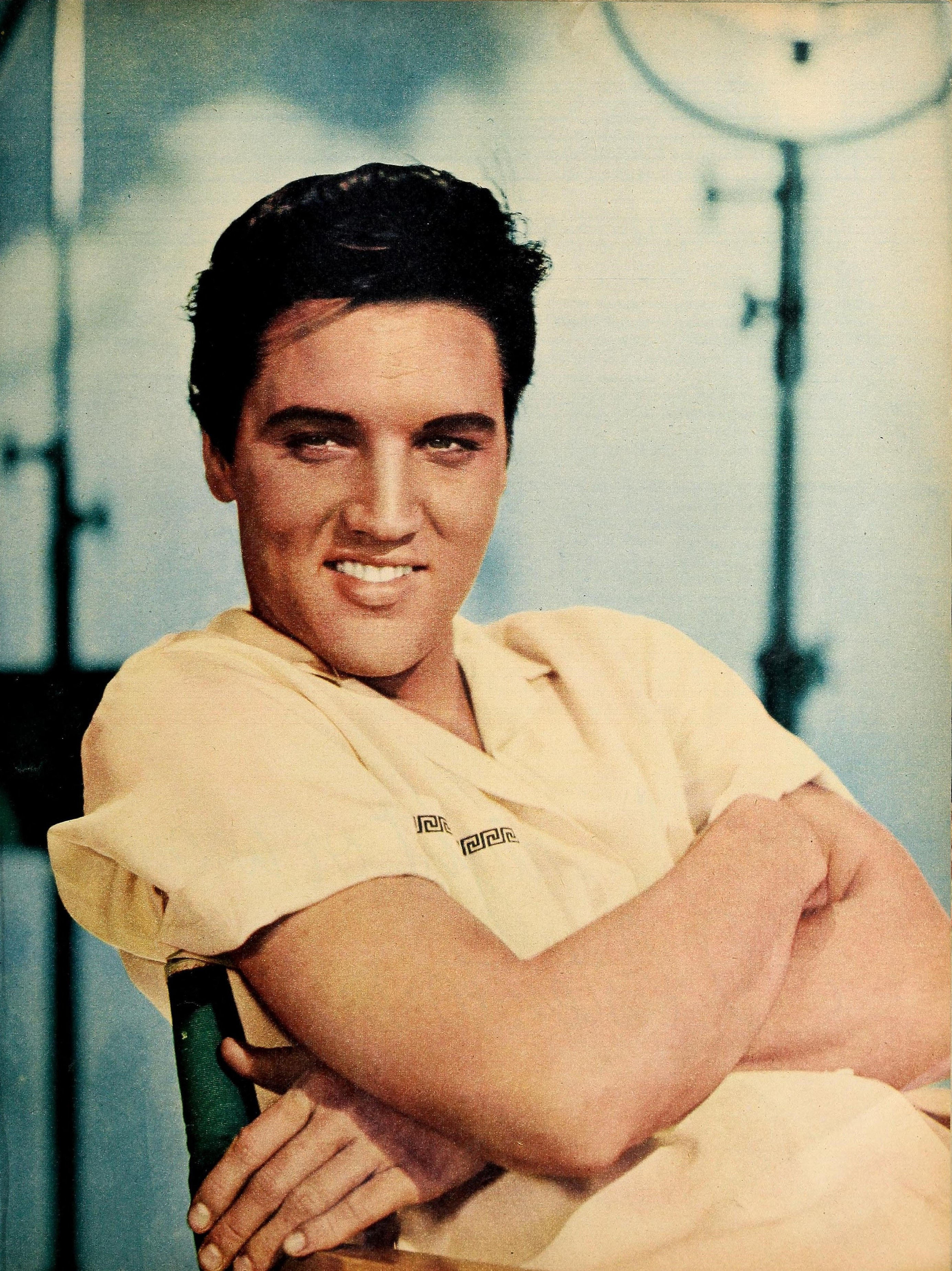
Elvis Presley filmó una treintena de películas, muchas de ellas comedias musicales

- The Rocky Horror Picture Show (1975).
- Rock 'n' Roll High School (1979).
- The Muppet Movie (1979).
- Can't Stop the Music (1980).
- Victor Victoria (1982).
- La sirenita (1989)
- Aladdín (1993)
- Mamma Mia! (2001)
- Hedwig and the Angry Inch (2001).
- Romance & Cigarettes (2005).
- Enchanted (2007).
- Young Frankenstein (2007).
- The Muppets (2011)
- Moana (2016)
- La La Land (2016)
- El gran showman (2017)
- Cats (1981)

## Páginas web de teatro musical en español
- todoMUSICALES.
- Teatro Musical en Serendypia.com.
- Love 4 Musicals.